# Рембак-пре-Мазво
Ремба́к-пре-Мазво́ (фр. Rimbach-près-Masevaux) — коммуна на северо-востоке Франции в регионе Гранд-Эст (бывший Эльзас — Шампань — Арденны — Лотарингия), департамент Верхний Рейн, округ Тан — Гебвиллер, кантон Мазво. До марта 2015 года коммуна в составе кантона Мазво административно входила в округ Тан.
Площадь коммуны — 16,66 км², население — 503 человека (2006) с тенденцией к стабилизации: 489 человек (2012), плотность населения — 29,4 чел/км².

## Население
Численность населения коммуны в 2011 году составляла 493 человека, а в 2012 году — 489 человек.
| 1962 | 1968 | 1975 | 1982 | 1990 | 1999 | 2005 | 2006 | 2008 | 2010 | 2011 | 2012 |
| ---- | ---- | ---- | ---- | ---- | ---- | ---- | ---- | ---- | ---- | ---- | ---- |
| 501  | 477  | 444  | 435  | 456  | 503  | 506  | 503  | 499  | 495  | 493  | 489  |

Динамика населения:

## Экономика
В 2010 году из 329 человек трудоспособного возраста (от 15 до 64 лет) 234 были экономически активными, 95 — неактивными (показатель активности 71,1 %, в 1999 году — 71,0 %). Из 234 активных трудоспособных жителей работали 216 человек (115 мужчин и 101 женщина), 18 числились безработными (8 мужчин и 10 женщин). Среди 95 трудоспособных неактивных граждан 19 были учениками либо студентами, 37 — пенсионерами, а ещё 39 — были неактивны в силу других причин.
На протяжении 2011 года в коммуне числилось 194 облагаемых налогом домохозяйства, в которых проживало 486 человек. При этом медиана доходов составила 19570 евро на одного налогоплательщика.

## Достопримечательности (фотогалерея)

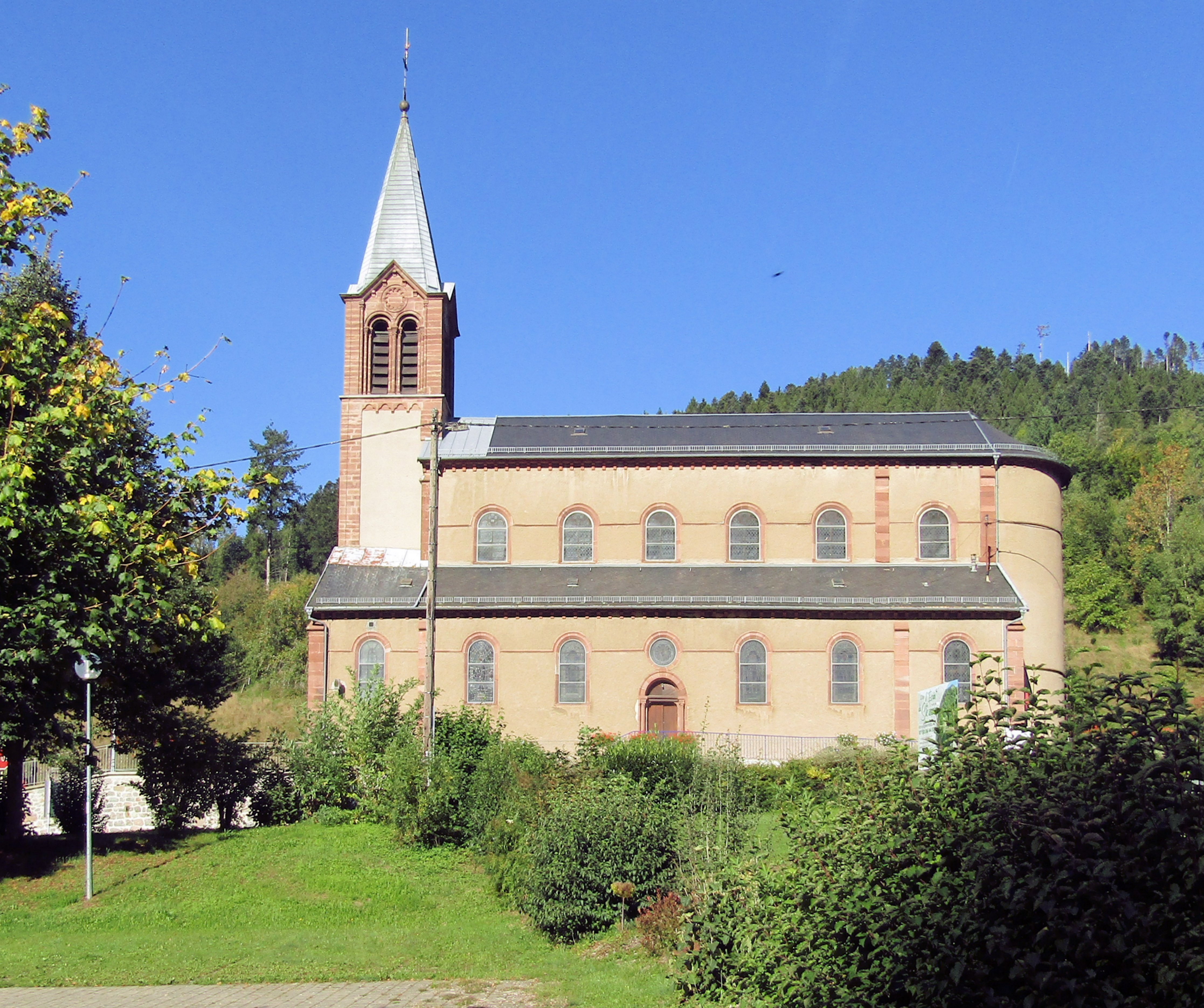
Церковь Святого Августина
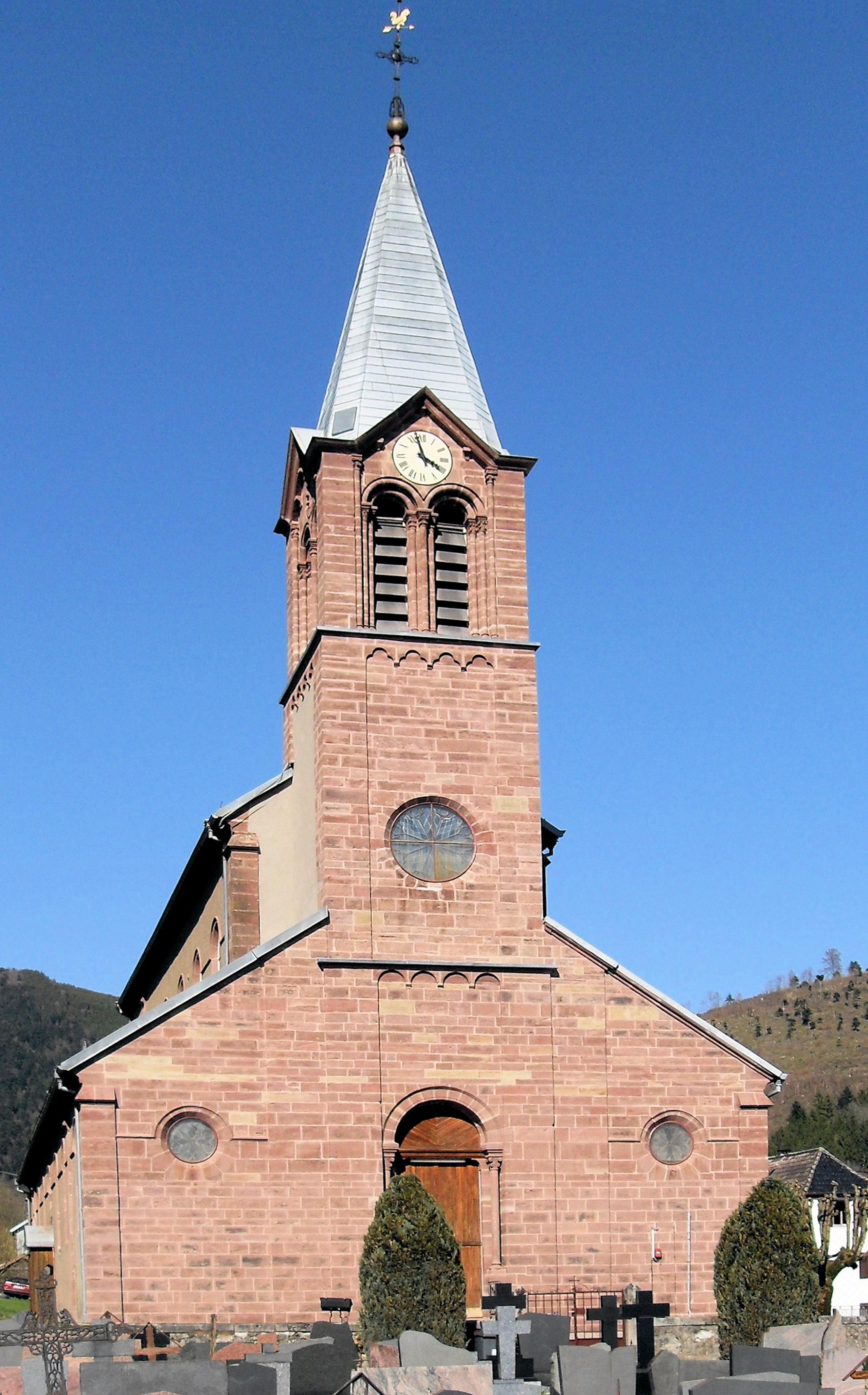
Колокольня